# Huset vid Garibaldigatan
Huset vid Garibaldigatan: sanningen om jakten på Adolf Eichmann (eng. "The house on Garibaldi Street") är en bok från 1975 där Isser Harel, själv ansvarig för operationen, berättar om den israeliska underrättelsetjänsten Mossads gripande av före detta SS-officeren Adolf Eichmann i Argentina.
Boken har filmatiserats med titeln "Eichmann".